# 江丹別そば
江丹別そば（えたんべつそば）は、登録商標として、次の2者より、登録及び出願中である。
1）知床そば玉置屋本店（網走市）：2003年登録
2）あさひかわ農業協同組合（JAあさひかわ・旭川市）：地域団体商標として商標出願中
また、一般的に次の意味合いをもつ。つまり、北海道旭川市江丹別地区（上川地方）で生産されるソバである。

## 概要

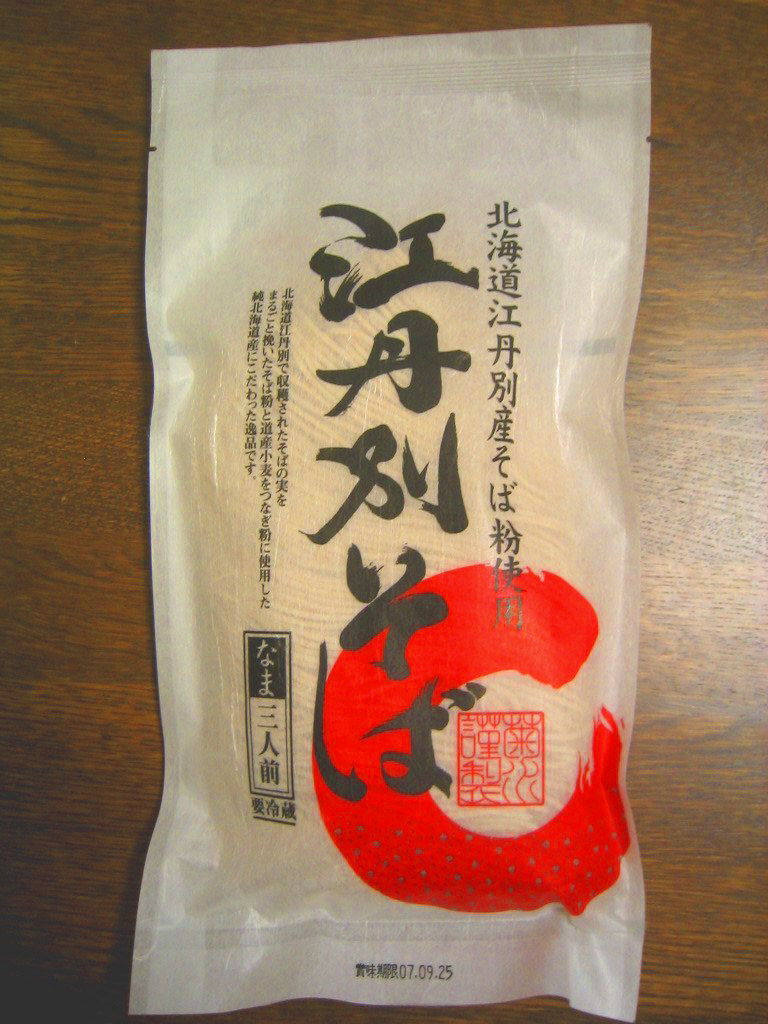
菊水製造の江丹別そば(生麺)

江丹別地区は、旭川市都心部から約18キロほど離れた山あいの集落で、1955年に旭川市と合併するまでは江丹別村であった地域である。江丹別地区の気温は、夏に35℃、冬は－36℃に達することもあるほど、日本国内でも最も寒暖の差が激しいところのひとつである。
このような気候にある江丹別地区のソバはその品質の良さで知られ、「江丹別そば」というブランドで有名である。特に北海道内では大変知名度が高い。また、日本麺類業団体連合会（蕎麦屋の業界団体）と契約栽培を実施し、東京の「上野藪そば」などといった老舗で江丹別産のそば粉が使われていることも多い。
旭川市は日本国内第3位（市町村別）の作付面積を誇るソバ産地でもある。旭川市に隣接する幌加内町（生産量国内第1位）、深川市（生産量国内第2位）の生産高を合計すると、旭川市周辺だけで国内生産量のかなりの部分を占めている。

## 江丹別そばに係る事件
- 2003年2月　旧神居農協組合長が所得税法違反（脱税容疑）で逮捕され、引き続き中国産の玄そばを江丹別産と偽って販売していたという不正競争防止法違反（原産地を誤認させる行為）容疑で再逮捕された。